# Nélida Moro
Nélida de Moro, activista por los derechos humanos argentina e integrante desde el primer momento (1985) de la agrupación Madres de la plaza 25 de Mayo de Rosario.

## Breve reseña
Nélida de Moro,  es la madre de las gemelas Ana María  y Miriam Moro, nacidas en Rosario el 20 de junio de 1952.  Miriam era la esposa de Roberto de Vicenzo (casados en 1974), ambos militantes de la Juventud Universitaria Peronista y Montoneros, que estaban en la clandestinidad cuando fueron secuestrados desaparecidos.  Tenían entonces dos hijos y uno en camino. Darío, de un año y nueve meses y Gustavo, de siete meses.
El 27 de septiembre de 1976 Miriam y Antonio López mientras repartían volantes denunciando la dictadura militar,  por la zona sur de Rosario fueron secuestrados, asesinados y dejados sus cuerpos en un camino rural que va a Armstrong, entre Chabás y Bigand . Aparecieron 48 horas después y los inhumaron como NN en el cementerio de Casilda. Su cuerpo se arrojó a una fosa común donde sería muy difícil encontrarla.
En 2012 condenaron a prisión perpetua a Ramón Genaro Díaz Bessone por la desaparición de ambos. En 2014, fueron condenados a 22 años y prisiones perpetuas otros integrantes de la patota de Agustín Feced, sus desaparecedores y asesinos.
Toda la historia del matrimonio de Miriam Moro y Roberto De Vicenzo se plasmó en un libro titulado “Por siempre jóvenes. Miriam y Roberto, una historia de amor en tiempos de lucha”.